# Steve Oram
Stephen John Oram és un actor, comediant, escriptor i cineasta anglès. És conegut pel seu paper en la pel·lícula Sightseers (2012), que també va coescriure; The World's End (2013) i Aaaaaaaah! (2015).

## Biografia
Oram va néixer en Leicestershire, Anglaterra.
Va començar com a comediant de personatges en els cercles de comèdia i va realitzar diversos espectacles de comèdia en el Edinburgh Fringe amb el seu company Tom Meeten a principis de la dècada del 2000. També va aparèixer en Ealing Live, un programa nocturn de comèdia dels Estudis Ealing, on va conèixer i va començar a treballar amb Alice Lowe. Les seves principals referències per a la comèdia són els Monty Python i la sèrie Els joves, claus pel seu humor anàrquic.
En 2002, Oram i Meeten van escriure i van protagonitzar Matthew & Tone: Tales of Friendship and Innocence per Channel 4. Va ser dirigit per Dominic Brigstocke i projectat en la temporada 5 de la sèrie Comedy Lab. Oram també va compondre gran part de la música utilitzada en l'espectacle.
Oram va aparèixer en diversos papers de la televisió i de pel·lícules durant la dècada de 2000, incloent-hi la segona sèrie de People Like Us (2001), la pel·lícula It's All Gone Pete Tong (2004) protagonitzada per Paul Kaye, Tittybangbang (2006-07) i Suburban Shootout (2006). També va interpretar a Donnie el rodamon en la tercera sèrie de The Mighty Boosh (2007), escrita i protagonitzada per Julian Barratt i Noel Fielding.
En 2008, el seu curtmetratge Connections es va projectar en el Festival de Cannes com a part de la selecció oficial de Straight 8.
També va aparèixer al costat d'Alice Lowe com un acte de suport en la gira de Steve Coogan en 2008 i 2009, "Steve Coogan is.....Alan Partridge and other less successful characters".
Oram ha escrit i dirigit nombrosos curtmetratges sota el pseudònim de "Steve Aura" i llançats per Lincoln Studios, un estudi creat per ell.
Amb Meeten, va dur a terme un espectacle de comèdia de llarga durada en Londres anomenat Oram & Meeten's Club Fantastico.
En 2012, Oram i Lowe van protagonitzar una pel·lícula de comèdia negra, Sightseers, de Ben Wheatley. La pel·lícula va ser escrita per Oram i Lowe amb material addicional de Amy Jump.
Des de llavors, Oram ha trobat papers en pel·lícules com The World's End (2013) de Edgar Wright i Simon Pegg, The Canal (2014), Altar (2014) i Paddington (2014).
En televisió ha aparegut en la sèrie Wipers Times (2013) escrita per Iain Hislop i Nick Newman, un episodi de The Secrets (2014) al costat de Alison Steadman i Olivia Colman, un episodi de Noel Fielding's Luxury Comedy (2014), la sèrie Glue de Jack Thorne (2014) i The Living and the Dead (2016).
Oram va debutar com a director amb la pel·lícula Aaaaaaaah! el 2015, en la qual els personatges es comuniquen amb grunyits de simis per complet. Els intèrprets van ser, a més del propi Oram, Julian Barratt, Toyah Willcox, Julian Rhind-Tutt, Noel Fielding i Holli Dempsey. La banda sonora de la pel·lícula presenta diverses pistes dels àlbums de King Crimson ProjeKcts.

## Filmografia

### Pel·lícules
| Any  | Títol                                | Paper                             | Notes                            |
| ---- | ------------------------------------ | --------------------------------- | -------------------------------- |
| 2002 | Ant Muzak                            | Marco                             | Curtmetratge                     |
| 2004 | It's All Gone Pete Tong              | Blinky                            |                                  |
| 2005 | The Wingnut Tapes                    | Dad                               | Curtmetratge. Coguionista        |
| 2008 | Connections                          | Man                               | Curtmetratge; guionista/director |
| 2011 | Kill List                            | Radio Reporter                    |                                  |
| 2012 | Sightseers                           | Chris                             | També coguionista                |
| 2013 | Welcome to the Punch                 | Journalist                        |                                  |
| 2013 | The World's End                      | Motorcycle Policeman              |                                  |
| 2014 | The Last Summer On Earth             | Ginger Goofball                   | Curtmetratge. Coguionista        |
| 2014 | Cuban Fury                           | Security guard Kevin              |                                  |
| 2014 | The Canal                            | McNamara                          |                                  |
| 2014 | Altar                                | Nigel Lean                        |                                  |
| 2014 | Paddington                           | Paddington Station Security Guard |                                  |
| 2015 | Captain Webb                         | Professor Fred Beckwith           |                                  |
| 2015 | The Bad Education Movie              | Officer Rowe                      |                                  |
| 2015 | Aaaaaaaah!                           | Smith                             | guionista / Director             |
| 2015 | Sarah Chong Is Going To Kill Herself | The Bosses                        | Curtmetratge                     |
| 2016 | A Dark Song                          | Joseph Solomon                    |                                  |
| 2022 | This is Christmas                    | Conductor                         |                                  |
| 2022 | Mind-set                             | Paul                              |                                  |
| 2023 | Love Again                           | Richard Hughes                    |                                  |
| 2023 | Sky Peals                            | Jeff                              |                                  |

### Televisió
| Any          | Títol                                                         | Paper                          | Notes                             |
| ------------ | ------------------------------------------------------------- | ------------------------------ | --------------------------------- |
| 2001         | People Like Us                                                | Policeman/Sound Engineer       |                                   |
| 2002         | Live Floor Show                                               | Mr Richards                    |                                   |
| 2002         | Hardware                                                      | Builder                        |                                   |
| 2002         | Green Wing                                                    | Security Guard                 |                                   |
| 2002         | Comedy Lab: Matthew & Tone: Tales of Friendship and Innocence | Tone                           |                                   |
| 2005         | Twisted Tales                                                 | Detective Sergeant Jack Tanner | Episodi: "Death Metal Chronicles" |
| 2005         | Comedy Lab: Skin Deep                                         | Carl                           |                                   |
| 2006         | Suburban Shootout                                             | Plumber                        |                                   |
| 2006–07      | Tittybangbang                                                 | Various characters             |                                   |
| 2007         | Where Are the Joneses?                                        | Carston Whelk                  |                                   |
| 2007         | The Mighty Boosh                                              | Donni                          | The Strange Tale of the Crack Fox |
| 2008         | LifeSpam: My Child is French                                  | Various characters             |                                   |
| 2011         | Dick and Dom's Funny Business                                 | Teacher                        |                                   |
| 2011         | The Increasingly Poor Decisions of Todd Margaret              | Officer Petty Hurt             |                                   |
| 2012         | Miranda                                                       | Policeman                      |                                   |
| 2013         | Life's Too Short                                              | Paul Jacobs                    |                                   |
| 2013         | Heading Out                                                   | Daniel                         |                                   |
| 2013         | The Wipers Times                                              | Sergeant Harris                |                                   |
| 2013         | NTSF:SD:SUV::                                                 | Mr Smyth                       |                                   |
| 2014         | The Job Lot                                                   | Keith Taylor                   |                                   |
| 2014         | The Secrets                                                   | Shaun                          | The Dilemma                       |
| 2014         | Noel Fielding's Luxury Comedy                                 | Terry                          | Series 2 Episodi 2 Fantasy Block  |
| 2014         | Glue                                                          | George                         |                                   |
| 2016         | Midsomer Murders                                              | Nathan Tonev                   |                                   |
| 2016         | The Living and the Dead                                       | John Roebuck                   |                                   |
| 2017         | The Moorside                                                  | DC Alex Grummit                |                                   |
| 2017–2019    | The End of the F***ing World                                  | Phil                           |                                   |
| 2018         | Death in Paradise                                             | Dean Shanks                    | S7:E3 "Written in Murder"         |
| 2018         | Hang Ups                                                      | Neil Quinn                     |                                   |
| 2018         | Sally4Ever                                                    | Mick                           |                                   |
| 2019         | Ghosts                                                        | Terry                          |                                   |
| 2019         | Not Going Out                                                 | Dave the builder               | Temporada 10 (Episodi 7)          |
| 2021         | Line of Duty                                                  | Medical counsellor             | Temporada 6 (Episodi 7)           |
| 2021         | Doctor Who                                                    | Joseph Williamson              | Temporada 13                      |
| 2022         | Killing Eve                                                   | Phil                           |                                   |
| 2022–present | D.I Ray                                                       | DS Clive Bottomley             |                                   |

## Premis i reconeixements
- 2012: Premi al millor guió (amb Alice Lowe) als Premis British Independent Film per Sightseers
- 2012: Nominat al millor actor als Premis British Independent Film per Sightseers
- 2012: Premi al millor guió (amb Alice Lowe) al Festival Internacional de Cinema de Mar del Plata per Sightseers
- 2012: Premi al millor guió (amb Alice Lowe) al XLV Festival Internacional de Cinema Fantàstic de Catalunya per Sightseers
- 2013: Nominat al millor actor revelació als Empire Awards per Sightseers
- 2013: remiat pel cineasta britànic Breakthrough (amb Alice Lowe) pels London Critics Circle Film Awards per Sightseers
- 2013: Nominat al premi ALFS - Actor britànic de l'any pels London Critics Circle Film Awards per Sightseers
- 2013: Nominada al millor guió de primer llargmetratge (amb Alice Lowe) per Writers' Guild of Great Britain per ' 'Sightseers
- 2015: Nominat al premi Discovery pels Premis British Independent Film per Aaaaaaaah!
- 2016: Menció especial del jurat en el Concurs de Nova Direcció del Festival Internacional de Cinema de Cleveland per Aaaaaaaah!